# Frogmore House
Frogmore House er et engelsk landhus (country house), der blev bygget i 1680'erne.
Huset er ejet af Crown Estate, og det ligger syd for Windsor Castle ved Windsor i Berkshire, England.

## Dronning Charlotte-Sofie og prinsesse Augusta Sophia
I 1792 gav kong Georg 3. af Storbritannien Frogmore House til sin gemalinde dronning Charlotte-Sofie og deres ugifte døtre.
Dronning Charlotte-Sofie døde i 1818, og datteren Augusta Sophia ejede huset frem til sin død i 1840.

## Dronning Victorias tid
Derefter blev huset overtaget af dronning Victoria af Storbritanniens mor (prinsesse Victoria af Sachsen-Coburg-Saalfeld).
I 1864 fødte Alexandra af Danmark sit første barn Albert Victor af Storbritannien (1864–1892) i huset.
I 1866 blev Frogmore House overtaget af Christian af Slesvig-Holsten-Sønderborg-Augustenborg og hans gemalinde Helena af Storbritannien (en datter af dronning Victoria af Storbritannien). Prins Christian og prinsesse Helene flyttede dog til det nærligende Cumberland Lodge allerede i 1872.
Louis Mountbatten, 1. jarl Mountbatten af Burma (1900 – 1979) blev født på Frogmore House.  

## Mary af Tecks tid
Fra 1902 til 1910 blev Frogmore House brugt af prinsen og prinsessen af Wales. (Det senere kongepar Mary af Teck og Georg 5. af Storbritannien.) 
Fra 1925 og frem til sin død i 1953 samlede dronning Mary familiens souvenirer i huset, så det blev et slags kongeligt souvenir-museum.
I en periode boede storfyrstinde Ksenija Aleksandrovna af Rusland i huset. Hun var kusine til Georg 5. Efter den Den Russiske Revolution flygtede hun fra Krim i 1919.

## Elizabeth 2.s tid
Bryllupsfesten for Peter Phillips (dronningens ældste barnebarn) og den canadisk fødte Autumn Kelly blev holdt på Frogmore House i maj 2008. 

## Kongelige begravelser
Nær Frogmore House ligger den kongelige begravelsesplads (Royal Burial Ground, Frogmore).
Siden 1928 er fleste kongefamiliens af begravelser sket her, dog er de regerende konger og deres dronninger blevet begravede i det nærligende St. George's Kapel på Windsor Castle.
Nogle medlemmer af kongefamilien, der døde før 1928, er blevet genbegravede på Frogmore Begravelsesplads. 
51°28′27″N 0°35′39″V / 51.4743°N 0.5943°V